# Месини
Меси́ни (греч. Μεσσήνη) — малый город в Греции, на севером побережье залива Месиниакос Ионического моря на юго-западной оконечности Пелопоннеса к северо-западу от мыса Акритас (Ακρίτας). Расположен на высоте 20 метров над уровнем моря, в 184 километрах к юго-западу от Афин, в 10 километрах к северо-западу от Каламаты и в 2 километрах к юго-западу от аэропорта «Капитан-Василис-Констандакопулос». Административный центр общины (дима) Месини в периферийной единице Месинии в периферии Пелопоннес. Население 6065 жителей по переписи 2011 года.
В 2011 году Месини был награждён первой премией Europa Nostra в категории «Сохранение культурного наследия» за реставрацию древнего города.

## История
Древний город Мессена находился в 15 километрах к северу от Месини и был крупным культурным, политическим и экономическим центром во времена Древней Греции. Мессену основали в 369 году до н. э. после битвы при Левктрах фиванцы во главе с Эпаминондом. Место для будущего города выбрал лично Эпаминонд. Оно лежало на западном склоне горы, которая доминировала над всей округой с наивысшим пиком Итома (высота 740 м). Вершина горы поэтому служила акрополем, а подножие горы с той же системой укреплений служило в качестве нижнего города.
По Павсанию город назван по имени Мессены. Павсаний оставил описание города, приведя подробные сведения о главном храме со статуями, главном святилище, источниках, агоре и гимнасии, могиле героя Аристомена и храме Зевса Итомейского на вершине акрополя со статуями знаменитого скульптора Агелада, созданными первоначально для мессенских илотов, которые поселились в Навпакте в конце Третьей Мессенской войны.
Наибольший интерес представляет главная система укреплений, которая по Павсанию превосходила все современные системы в греческом мире: Амбрис в Фокиде, Византий и Родос. Страбон сравнивал Мессену с Коринфом. Городские стены достигали в длину 9,5 километров. Некоторые участки стен сохранились до нашего времени, особенно хорошо на севере и северо-западе. По другим греческим укреплениями, что лучше сохранились, можно проследить всю цепь фортификаций. Стены имели башни преимущественно четырехугольные высотой 9,45 метров с неравномерными интервалами.
На современном этапе исследователями установлено расположение двух городских ворот: восточных Лаконских и западных Аркадийских. От первых ворот мало что сохранилось, разрушены в XVIII веке во время строительства дороги из Мавроматиона в монастырь Вулкану (Μονή Βουλκάνου). Среди других зданий, назначение которых точно идентифицировано — театр, стадион, булевтерий, пропилеи агоры, а также небольшой храм, возможно, посвященный Артемиде.

## Транспорт
В южной части города проходит национальная дорога 82 Пилос — Спарта.
Железнодорожная станция «Месини» закрыта в 2011 году.

## Сообщество Месини
В общинное сообщество Месини входит четыре населённых пункта. Население 6287 жителей по переписи 2011 года. Площадь 21,615 квадратного километра.
| Населённый пункт  | Население (2011), человек |
| ----------------- | ------------------------- |
| Айос-Констандинос | 96                        |
| Ксинос            | 97                        |
| Месини            | 6065                      |
| Милонас           | 29                        |

## Население
| Год  | Население, человек |
| ---- | ------------------ |
| 1991 | 6727               |
| 2001 | 6857               |
| 2011 | ↘ 6065             |

## Персоналии
- Алкей Мессенский (кон. III — II в. до н. э.) — древнегреческий поэт.
- Йоргос Маркопулос (род. 1951) — новогреческий поэт.